# Hypogeophis pti
Hypogeophis pti é uma espécie de anfíbio gimnofiono da família Indotyphlidae. O seu estado de conservação ainda não foi avaliado pela Lista Vermelha da UICN. Está presente nas Seychelles.